# Altonaer Rathaus

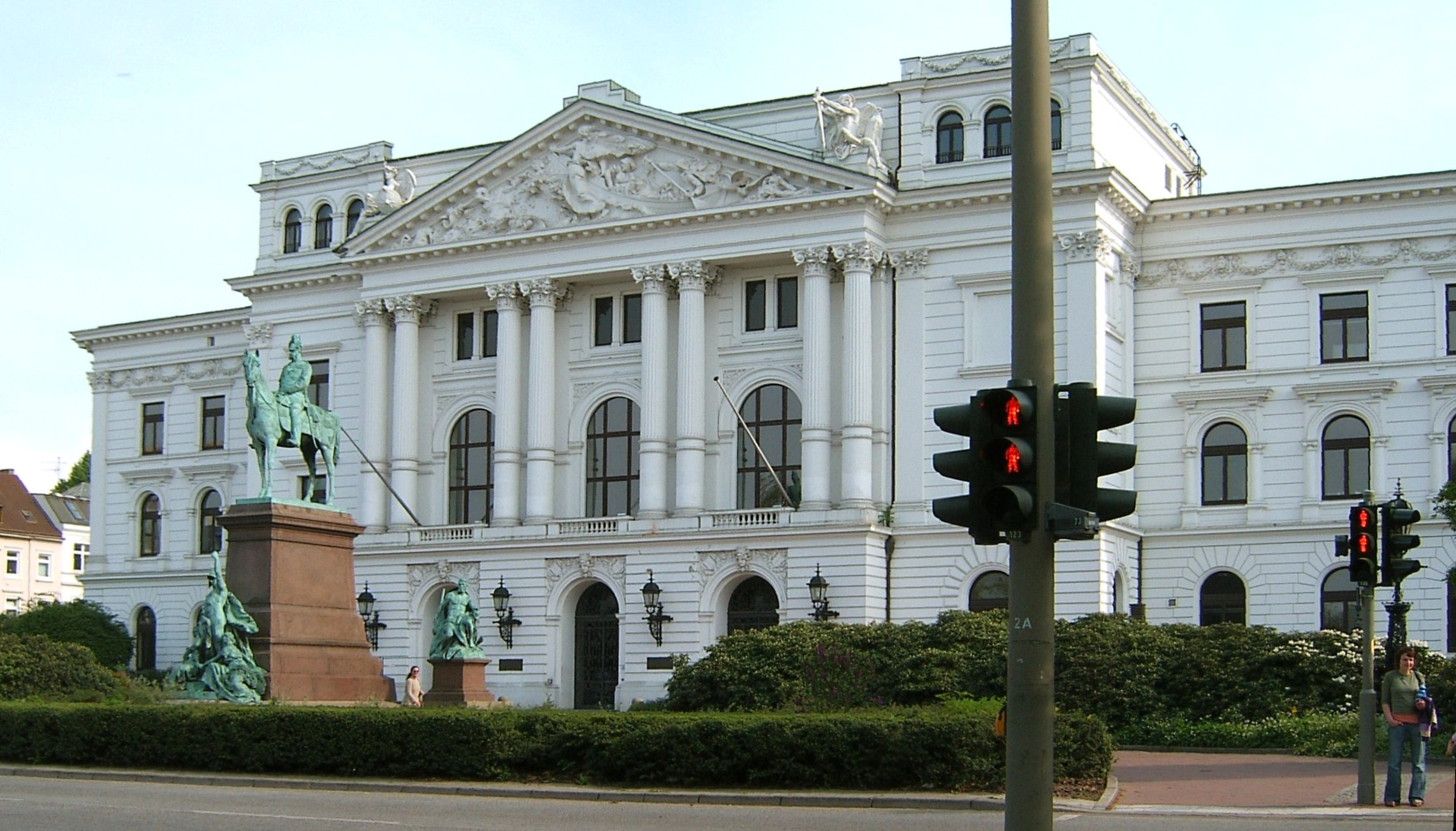
Altonaer Rathaus, Nordseite

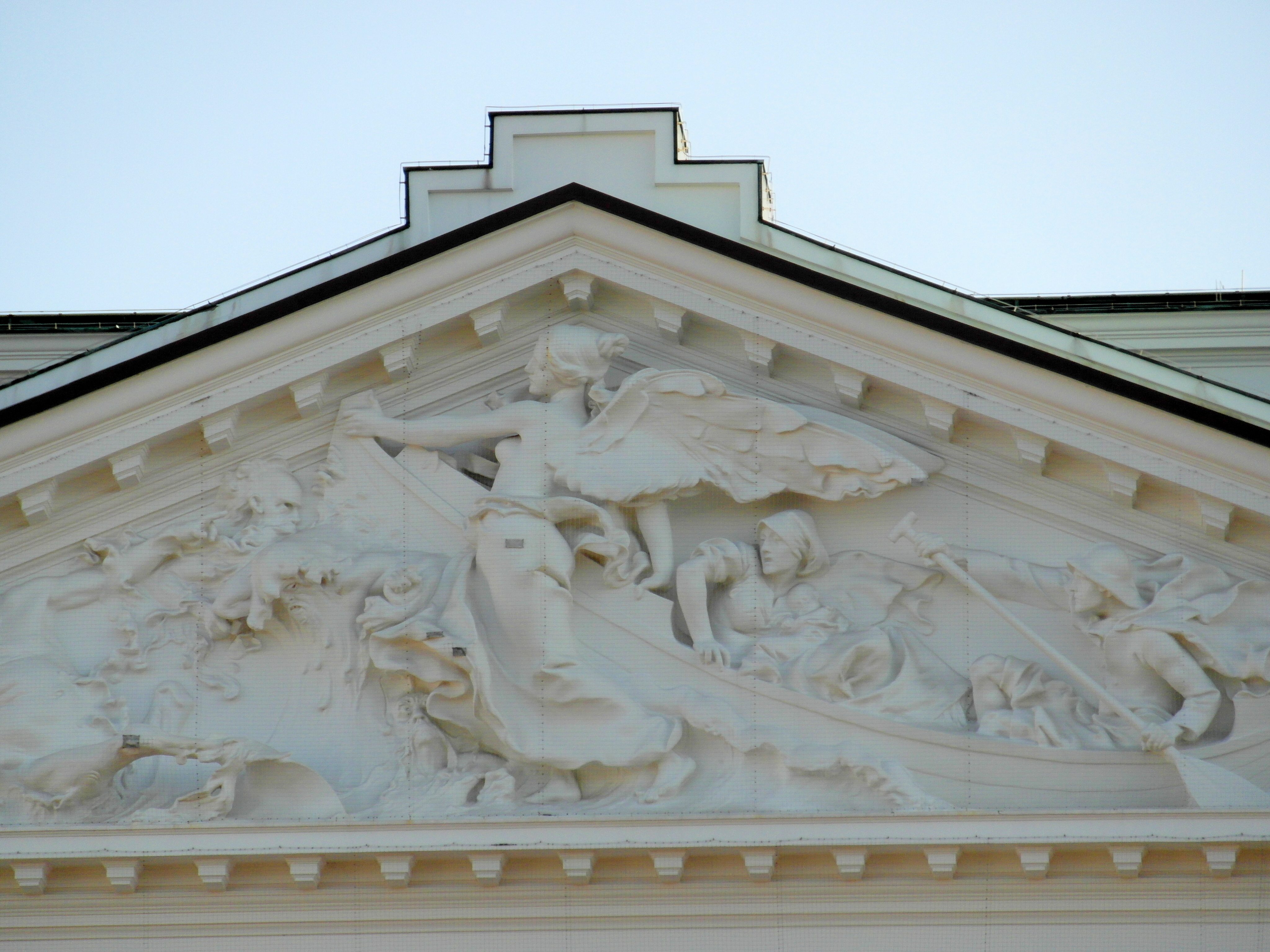
Giebelrelief von Karl Garbers und Ernst Barlach

Das Altonaer Rathaus am Platz der Republik in Hamburg-Altona-Altstadt ist ein denkmalgeschütztes Dienstgebäude. Seit 1898 ist es das (zeitlich dritte) Rathaus der bis 1938 selbständigen Stadt Altona. Ursprünglich war der Bau das Bahnhofsgebäude der Altona-Kieler Eisenbahn-Gesellschaft, das 1898 einige hundert Meter nördlich als Altonaer Hauptbahnhof neu errichtet wurde.

## Umbau und Gestaltung

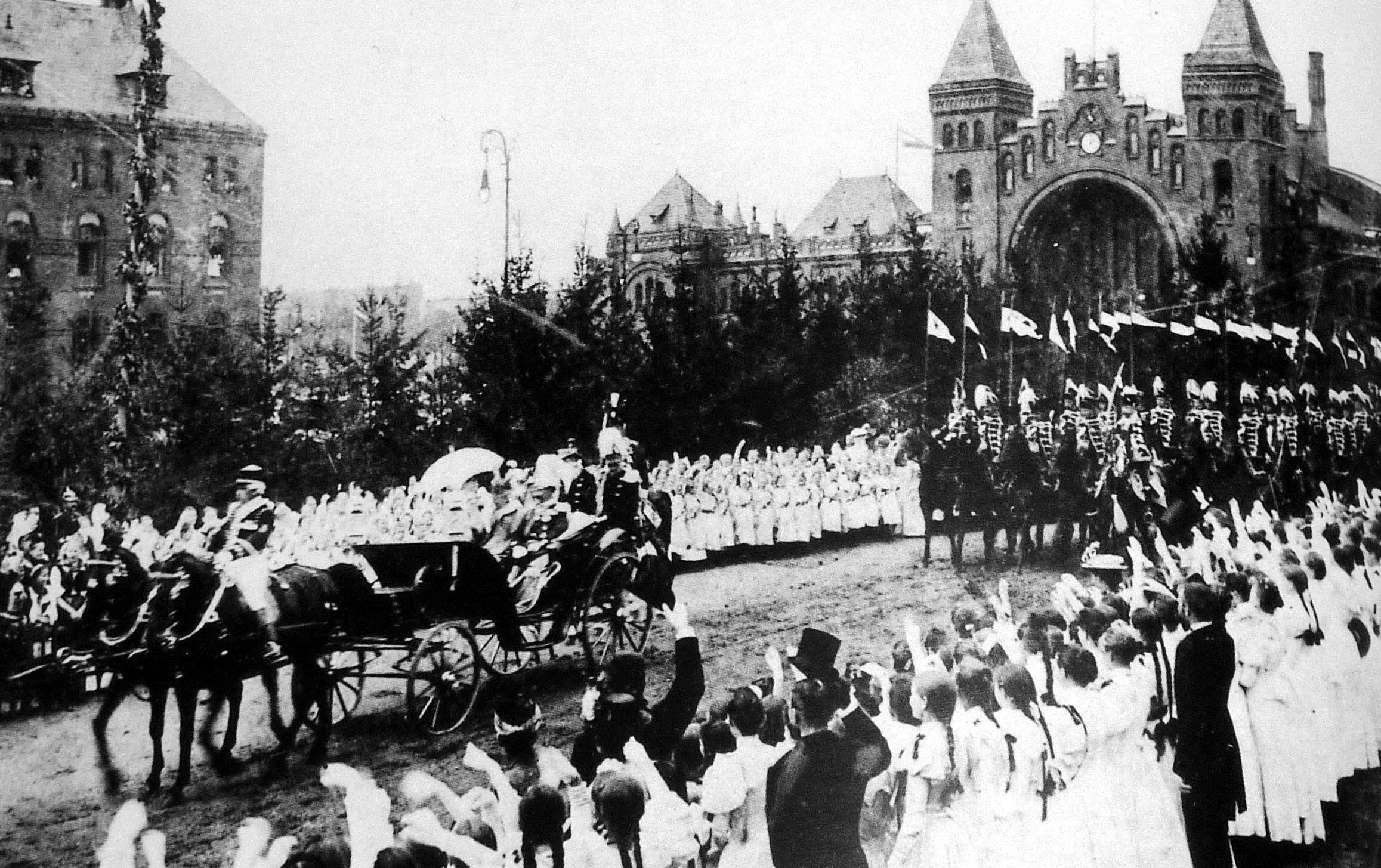
Kaiserbesuch zur Einweihung des Rathauses

Das ehemalige Bahnhofs-Empfangsgebäude wurde vom Altonaer Stadtbauinspektor Emil Brandt umgebaut und erweitert. Die Architektur der Vierflügelanlage ist beeinflusst von der italienischen Renaissance. Das Giebelrelief über dem Haupteingang an der Nordseite wurde von Ernst Barlach und Karl Garbers gestaltet und zeigt eine Familie im Fischerboot, geleitet von einer geflügelten Frauenfigur. Im Inneren wurden durch Umbauten insbesondere der Kollegiensaal für die Stadtverordnetenversammlung (1. Obergeschoss im Nordflügel) und eine Dienstwohnung für den Oberbürgermeister (Ostflügel) geschaffen. Der Kollegiensaal wurde 1900 durch Gemälde von Ludwig Dettmann ausgeschmückt, die sich auf die frühere Zugehörigkeit zum dänischen Gesamtstaat beziehen.
Zentral vor der Nordseite wurde das Altonaer Kaiser-Wilhelm-Denkmal mit einem Reiterstandbild Kaiser Wilhelms I. von Bildhauer Gustav Eberlein errichtet. Es wurde am 18. Juni 1898 in Anwesenheit des Kaiserpaars eingeweiht. Ursprünglich war an diesem Standort ein Bismarck-Denkmal geplant.
Seit dem Ende des Zweiten Weltkriegs beherbergt das Rathaus das Bezirksamt Hamburg-Altona. Der Kollegiensaal wird insbesondere für die Plenarsitzungen der Bezirksversammlung Altona genutzt. Im Südflügel (dem Bahnhofsbau von 1844) befindet sich das Standesamt; es ist aufgrund des ansehnlichen Gebäudes und seiner Lage oberhalb der Elbe ein beliebter Ort für Eheschließungen.

## Das „Alte Rathaus“

„Altes Rathaus“

Das „Alte Rathaus“ in der Königstraße war der zweite Rathausbau in Altona. Es wurde 1716–21 erbaut. Architekt war Claus Stallknecht. Es wurde im Zweiten Weltkrieg (1943) zerstört.